# Okati rjavec
Okati rjavec (znanstveno ime Aphantopus hyperantus) je dnevni metulj iz družine pisančkov.

## Opis
Okati rjavec je srednje velik metulj, ki preko kril meri med 35 in 55 mm. Zgornja stran kril je temno rjave barve, samica pa ima na zgornji strani sprednjih kril dve izraziti črni očesi, obrobljeni s svetlo rjavo barvo. Na zadnjih krilih ima dve ali tri podobne lise. Samci imajo taka očesa na zgornji strani kril slabše izražena. Spodnja stran kril je svetlo rjava, po njih pa so značilno razporejena črna očesa z umazano rumenim robom in belo sredino. Na sprednjih krilih ima metulj po tri, na zadnjih pa jih po pet takih očes. Okati rjavec se v Sloveniji zadržuje ob gozdnih obronkih in po gozdnih jasah ter po grmovnatih in travnatih območjih od nižin do gozdne meje, najpogostejši pa je od junija do avgusta. Gosenice se hranijo z listi različnih vrst trav in ostričevk.